# Patca, Somogy
Patca  este un sat în districtul Kaposvár, județul Somogy, Ungaria, având o populație de 53 de locuitori (2011). 

## Demografie
Componența etnică a satului Patca
     Maghiari (100%)
Componența confesională a satului Patca
     Romano-catolici (49,06%)
     Reformați (24,53%)
     Fără religie (20,75%)
     Necunoscută (5,66%)
Conform recensământului din 2011, satul Patca avea 53 de locuitori. Din punct de vedere etnic, majoritatea locuitorilor (100,0%) erau maghiari. Nu există o religie majoritară, locuitorii fiind romano-catolici (49,06%), reformați (24,53%) și persoane fără religie (20,75%). Pentru 5,66% din locuitori nu este cunoscută apartenența confesională.